# Дюсенов, Асет Назарович
Асет Назарович Дюсенов (каз. Асет Дюсенов; род. 15 января 1997, Рыскулово, Алматинская область) — казахстанский биатлонист и лыжник, двукратный серебряный призёр Универсиады 2019 года, многократный призёр Республики Казахстан по лыжным гонкам и биатлону, мастер спорта Республики Казахстан международного класса.

## Биография
На данный момент проживает в Алматинской области.

## Карьера
Впервые выступил на Чемпионате мира по лыжным видам спорта среди юниоров в 2015 году в Алматы, где занял 66-е место в спринте. Провёл свои первые гонки на Кубке Восточной Европы в ноябре 2015 года в Верщина-Той, где занял 70-е места в спринтерской гонке.
В 2019 году стал двукратным серебряным призёром на XXIX всемирной Универсиаде в Красноярске.
Чемпион Казахстана 2020 года.
В 2020 году перешёл из сборной Республики Казахстан по лыжным гонкам в национальную сборную по биатлону.
| XXIX Всемирная зимняя Универсиада 2019 | Спринт | Эстафета |
| -------------------------------------- | ------ | -------- |
| Красноярск                             | 2      | 2        |

## Лучшие результаты
| 2021-2022 | Кубок IBU. Чемпионат Европы, Арбер. 2х6км+2х7,5 км см.эстафета (М/Ж), Казахстан | 15 | 1+3 2+3   | 30.01.2022 |
| 2021-2022 | Кубок мира. 7-й этап, Антхольц. 4 х 7,5 км эстафета (М), Казахстан              | 21 | 0+0 1+3   | 23.01.2022 |
| 2021-2022 | Кубок мира. 5-й этап, Оберхоф. 2х6км+2х7,5 км см.эстафета (М/Ж), Казахстан      | 15 | 0+0 1+3   | 08.01.2022 |
| 2021-2022 | Кубок мира. 7-й этап, Антхольц. 20 км инд.гонка (М), Казахстан                  | 36 | 54:40.700 | 20.01.2022 |